# Grande basset griffon da Vendeia
A grande basset griffon da Vendeia[Nota] (em francês:  Grand basset griffon Vendéen) é uma raça canina originária da França, da região da Vendeia, de dorso longo e de patas curtas, sendo empregado como um cão farejador de caça. Estes animais são ainda usados atualmente para caçar javalis, veados e presas menores, como coelhos e lebres, embora seja mais popular como um cão de estimação. Seu temperamento é dito alegre e confiante; seus exemplares têm o apreço por viver em matilhas, embora demonstrem desobediência.
Em 2004, o Kennel Club do Reino Unido realizou o único levantamento completo de saúde deste cão e suas variedades, o que demonstrou como resultado não haverem sérios problemas, mas não está claro qual proporção de cães no inquérito foram de basset griffon em vez dos petit, mais comuns.[carece de fontes?] Fisicamente, é um cão de pelagem dura, comprida e lisa, apresentando colorações que variam de unicolores à tricolores; podendo chegar a medir 42 cm, têm seu peso máximo em 18 kg.